# Candelária (Rio Grande do Sul)
Pour les articles homonymes, voir Candelária.
Candelária est une municipalité brésilienne située dans l'État du Rio Grande do Sul.